# Big Sean
Sean Michael Leonard Anderson (Santa Monica, Kalifornija, SAD, 25. ožujka 1988.), bolje poznat po svom umjetničkom imenu Big Sean je američki reper, pjevač i tekstopisac iz Detroita, Michigana. Dok je bio dijete odgajali su ga majka i baka. Pohađao je osnovnu školu Waldorf, a kasnije srednju Tehničku školu. Njegova glazbena karijera započela je 2007. godine kad je objavio svoj prvi miksani album Finally Famous Vol. 1: The Mixtape.

## Raniji život
Sean Michael Anderson je rođen 25. ožujka 1988. u Santa Monici, Kaliforniji. Kad je Anderson imao dva mjeseca s obitelji se preselio u zapadni Detroit, gdje su ga odgajali majka i baka. Pohađao je osnovnu školu Waldorf, a kasnije srednju Tehničku školu. U svojim kasnijim godinama tijekom srednje škole, Sean je stekao velik odnos s hip hop radio stanicom WHTD gdje će kasnije pokazati svoje vještine slaganja rime u tjednoj rap bitci.

## Stil i odjeća
Krajem listopada 2008. godine, Big Sean je bio na naslovnici časopisa The Source s naslovom "Stil". U tom članku Big Sean govori o svom osobnom stilu gdje navodi svoje omiljene marke odjeće. To su 10 Deep, Billionaire Boys Club i A Bathing Ape. U zimu 2008. godine Big Sean je također pozirao za katalog odjeće Billionaire Boys Cluba. Sean je također predstavnik marke Ti$A zajedno s Chris Brownom i Tygom. Ti$A je tvrtka koju je pokrenuo član diskografske kuće GOOD Music, Taz Arnold.

## Diskografija
| - Finally Famous (2011.) - Cruel Summer (2012.) | - Finally Famous Vol. 1: The Mixtape (2007.) - Finally Famous Vol. 2: U Know Big Sean (2009.) - Finally Famous Vol. 3: Big (2010.) - Detroit (2012.) |

## Nagrade i nominacije
BET Awards
| Godina | Nominirano djelo                                       | Nagrada                                                   | Rezultat   |
| ------ | ------------------------------------------------------ | --------------------------------------------------------- | ---------- |
| 2012.  | Big Sean                                               | Najbolji muški hip-hop izvođač (Best Male Hip-Hop Artist) | nominacija |
| 2012.  | Big Sean                                               | Najbolji novi izvođač (Best New Artist)                   | nominacija |
| 2012.  | "Marvin & Chardonnay" (feat. Kanye West & Roscoe Dash) | Najbolja suradnja (Best Collaboration)                    | nominacija |

BET Hip-Hop Awards
| Godina | Nominirano djelo              | Nagrada                                     | Rezultat   |
| ------ | ----------------------------- | ------------------------------------------- | ---------- |
| 2011.  | Finally Famous                | Album godine (CD of the Year)               | nominacija |
| 2011.  | Big Sean                      | Novak godine (Rookie of the Year)           | nominacija |
| 2011.  | "My Last" (feat. Chris Brown) | Pjesma godine (Track of the Year)           | nominacija |
| 2011.  | "My Last"                     | Najbolji hip-hop video (Best Hip-Hop Video) | nominacija |

Billboard Music Awards
| Godina | Nominirano djelo | Nagrada                                | Rezultat   |
| ------ | ---------------- | -------------------------------------- | ---------- |
| 2012.  | Big Sean         | Najbolji novi izvođač (Top New Artist) | nominacija |

MTV Video Music Awards
| Godina | Nominirano djelo | Nagrada                                 | Rezultat   |
| ------ | ---------------- | --------------------------------------- | ---------- |
| 2011.  | Big Sean         | Najbolji novi izvođač (Best New Artist) | nominacija |